# Lou Jialin
Lou Jialin (2 marzo 1992) è una pallavolista cinese.
Gioca nel ruolo di libero nello Shanghai Dong Hao Lansheng Nuzi Paiqiu Julebu.

## Carriera
La carriera di Lou Jialin inizia nel 2006, quando entra a far parte del settore giovanile dello Shanghai Sheng Paiqiu Dui, dove gioca per quattro annate. Nella stagione 2010-11 viene promossa in prima squadra, esordendo nella Volleyball League A cinese, in cui si classifica al terzo posto: in seguito raggiunge due volte la finale scudetto, nel campionato 2011-12 e nel campionato 2014-15.